# Dreizehn

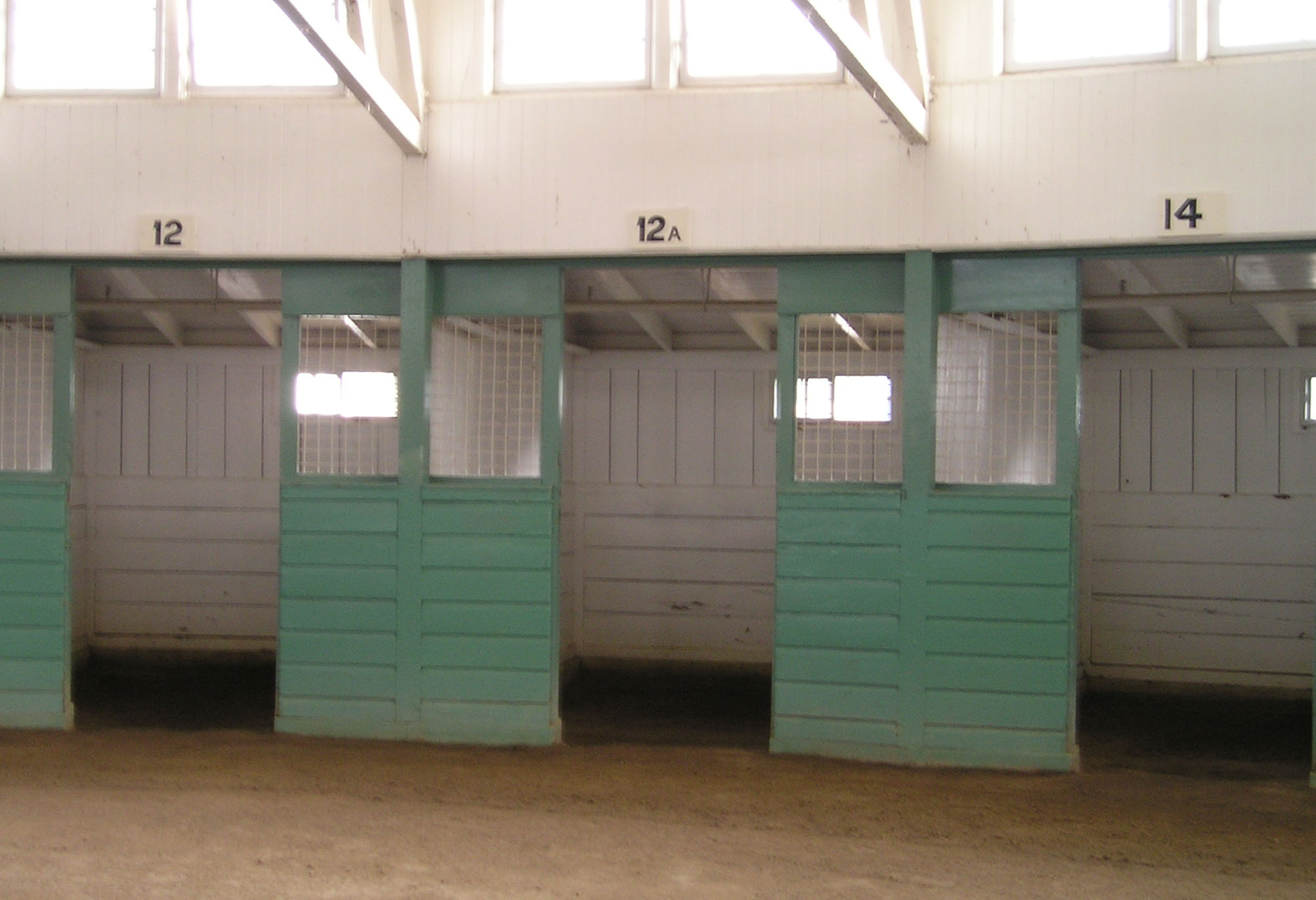
Ställe im Santa Anita Park: Eine Box mit der Nummer 13 fehlt

Die Dreizehn (13) ist die natürliche Zahl zwischen Zwölf und Vierzehn. Sie ist ungerade und eine Primzahl. Sie gilt sowohl als Unglückszahl als auch als Glückszahl.

## Mathematik
- Dreizehn ist die sechste Primzahl, die zweite Wilson-Primzahl, eine zentrierte Quadratzahl und die kleinste Mirpzahl. Ebenso ist die Dreizehn der fünfte Exponent einer Mersenne-Primzahl. Eine Zahl ist genau dann durch 13 teilbar, wenn ihre alternierende 3er-Quersumme durch 13 teilbar ist.
- Dreizehn ist die zwischen Acht und Einundzwanzig liegende Zahl der Fibonacci-Folge und die Anzahl der archimedischen Körper.
- Im Duodezimalsystem ist Dreizehn die kleinste natürliche Zahl, die die Basis (Zwölf) überschreitet, ähnlich wie die Elf im Dezimalsystem.
- Es gibt eine endliche projektive Ebene mit genau 13 Punkten (und 13 Geraden).

## Chemie
Die Gruppe 13 im Periodensystem der Elemente wird als Gruppe der Erdmetalle oder auch Borgruppe bezeichnet. Zu dieser Gruppe gehört auch das Element mit der Ordnungszahl 13, Aluminium.

## Religion
- Im 2. Buch Mose Kapitel 34, 6–7 werden dreizehn Eigenschaften Gottes angeführt.[1] Diese dreizehn Eigenschaften Gottes werden im jüdischen Gebetbuch Siddur als 13 Middot wiedergegeben.
- Die Bar Mitzwa, der jüdische Übergangsritus für Knaben, findet an deren dreizehntem Geburtstag statt.
- Im apokryphen Koptischen Ägypterevangelium (Nag Hammadi Codex III, 2 / sowie NHC IV, 2) wird vom „Gott der 13 Aeonen“ geschrieben und von den Kräften der 13 Äonen.
- In der Apokalypse des Adam (Nag Hammadi, Codex V, 5) werden in einer Art Litanei nacheinander 13 Königreiche im Zusammenhang mit der Herkunft eines Erlösers beschrieben.
- In der ebenfalls gnostischen und apokryphen Schrift „Marsanes“ (Nag Hammadi Codex X, 1) wird von 13 Siegeln gesprochen, wobei das letzte und 13te Siegel dem schweigenden, unbekannten Gott zugeordnet wird.
- Bei den Maya in ihrer klassischen Periode gab es dreizehn Himmel, in mehreren Kalendersystemen der präkolumbianischen Mesoamerika existierten dreizehntägige Zeiteinheiten, die Trecenas.
- Durch die zwölf Stämme Israels, das Zwölfprophetenbuch in der hebräischen Bibel oder die zwölf Jünger hat sich im christlichen Kontext die Zahlensymbolik verdichtet.[2]

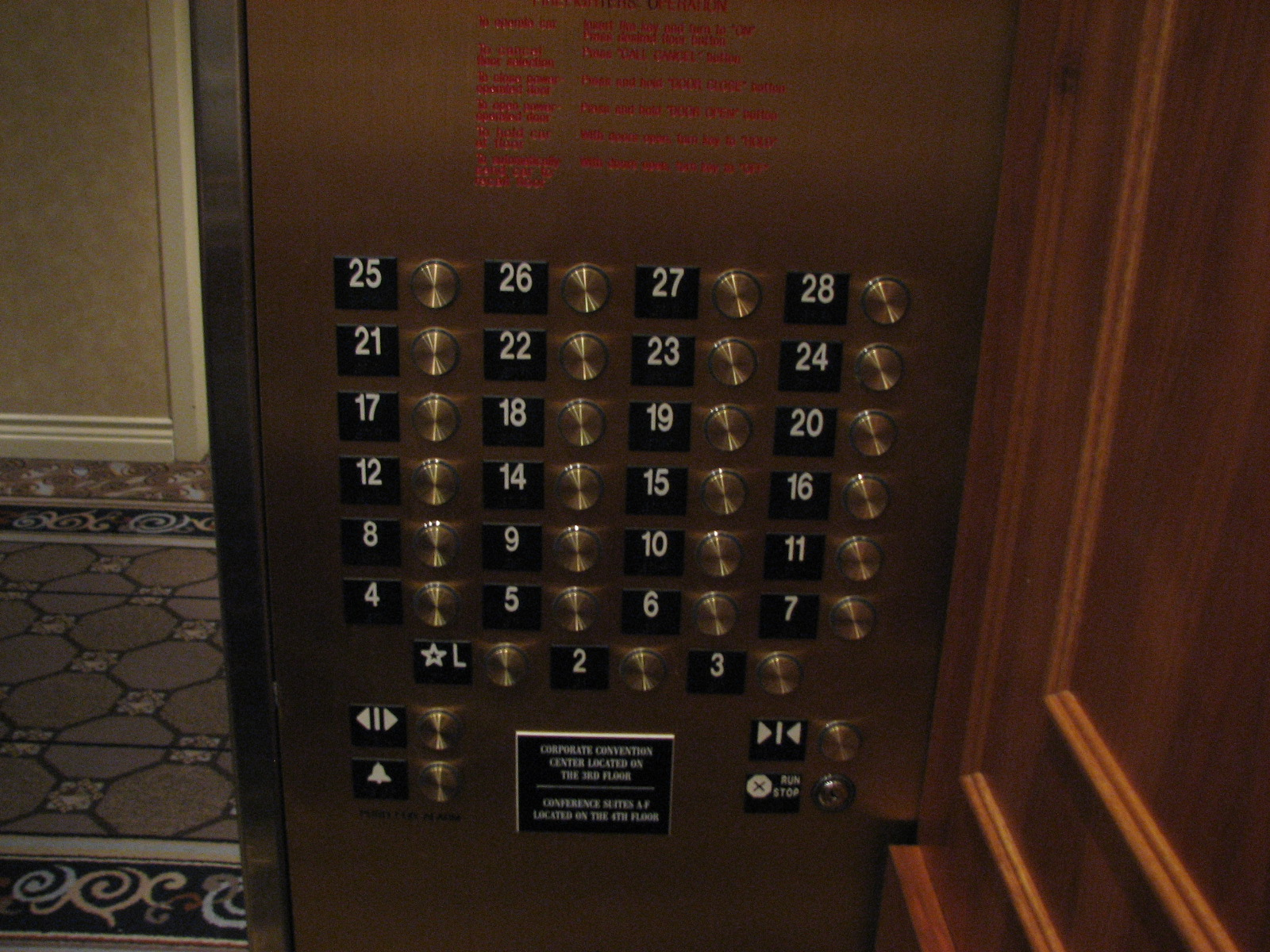
Schalttafel im Aufzug eines Hochhauses; es gibt kein 13. Stockwerk

## Kunst und Kultur

### Filme, Musik, Literatur
- Jetzt schlägt’s 13 ist eine österreichische Verwechslungskomödie von E. W. Emo aus dem Jahr 1950.
- Freitag der 13. ist eine US-amerikanische Horrorfilm-Reihe, die auf Sean S. Cunningham aus dem Jahr 1980 zurückgeht
- Dreizehn, Film von Catherine Hardwicke aus dem Jahr 2003
- 13 Tzameti, französisch-georgischer Film noir von Géla Babluani aus dem Jahr 2005
- 13, US-amerikanische Neuverfilmung von 13 Tzameti aus dem Jahr 2010 desselben Regisseurs
- „Dreizehn“ ist in der Serie Dr. House der Name des Teammitglieds Dr. Remy Hadley
- Die Ärzte: Album 13
- Black Sabbath: Album 13
- Blur: Album 13
- The 13th Floor Elevators, US-amerikanische Rockband (1965–1969)
- Das Buch Thirteen Reasons Why von Jay Asher.[3]
- Das Buch Jim Knopf und die Wilde 13 von Michael Ende
- 13, Broadway-Musical von Jason Robert Brown
- Der 13te Krieger, US-Film von John McTiernan aus dem Jahr 1999
- The 13th Floor, deutsch-amerikanischer Science-Fiction-Thriller aus dem Jahr 1999

### Unglücks- und Verschwörungszahl
Dreizehn gilt in vielen Kulturen als Unglückszahl. Die irrationale, abergläubische Furcht vor der Zahl 13 wird Triskaidekaphobie genannt. Menschen mit dieser Phobie meiden Räume, Stockwerke oder allgemein die Zahl 13. Diese weit verbreitete Phobie oder Aberglaube geht so weit, dass in Gebäuden manchmal der 13. Stock „fehlt“, also übersprungen wird; in vielen Passagierflugzeugen wird die 13. Sitzreihe in der Nummerierung ausgelassen. Auch in manchen Krankenhäusern und Hotels wird auf ein Zimmer Nr. 13 verzichtet, in vielen Motorsportserien auf die Startnummer 13. Im deutschen Sozialgesetzbuch gibt es Buch SGB I bis SGB XII und SGB XIV, und auf eine Benennung als Dreizehntes Buch SGB wurde bewusst verzichtet.
- Der dreizehnte Tag eines Monats gilt in westlicher Tradition als Unglückstag, besonders wenn er auf einen Freitag fällt, siehe Freitag der 13.
- „Der Dreizehnte“ ist ein Synonym für den Teufel. Eine Anzahl von 13 Teilen wird auch als Teufelsdutzend[6] bezeichnet.
- Im Mittelalter entstandene Gesetze sahen je nach Region drastische Strafen auf das Nicht-Einhalten von Mindestgrößen und -gewichten vor. Daraus entstand vermutlich[7] der Begriff eines Bäckerdutzend, bei dem Bäcker für ein Dutzend verlangter Teile sicherheitshalber 13 Teile, seltener auch 14 Teile einpackten. Sollte eine einzelne Ware kleiner als vorgeschrieben ausfallen oder sich der Bäcker beim Abpacken zu Ungunsten des Kunden verzählen, erhielt der Kunde so in Summe immer noch eine mindestens 12 Teilen entsprechende Menge der Ware und der Bäcker konnte der drohenden Strafe entgehen.
- Im Märchen Dornröschen spricht die 13. weise Frau des Landes, die nicht zur Geburtstagsfeier von Dornröschen eingeladen ist, einen Fluch auf die junge Prinzessin aus. Hier ist die 13. die überzählige von üblichen 12 guten Feen.
- Im Tarot ist die 13 dem Tod (französisch La Mort) zugeordnet.
- Die Zahl 13 gilt als Verschwörungszahl auf dem 1-Dollar-Schein. Die Zahl 13 kommt auf dem Dollarschein 13-mal vor, versteckt in Bildern und Texten. Sie symbolisieren jedoch die dreizehn Gründerstaaten.
- Die Zahl 13 war die zuallererst gezogene Zahl bei den deutschen Lotto-Ziehungen „6 aus 49“.[8] Seitdem war sie aber in den Samstagsziehungen die seltenste Zahl.[9] In den Mittwochsziehungen kam sie dagegen durchschnittlich oft vor.[9]

## Sprachliches

### Morphologie
In den germanischen Sprachen (wie Deutsch und Englisch) ist die 13 die kleinste Zahl, deren Name zusammengesetzt ist (z. B. englisch thirteen).

### Orthographie
- Nach einer alten Buchdruckerregel war die Dreizehn als erste zusammengesetzte Zahl die erste Zahl, die man in Ziffern (13) schreibt. Der Duden bezeichnet diese Regel heute jedoch als veraltet und nicht mehr gültig, auch wenn sie noch gelegentlich beachtet wird. Heute darf man auch kleinere Zahlen in Ziffern schreiben oder größere Zahlen ausschreiben.

- Obwohl auch im Englischen die Dreizehn die erste zusammengesetzte Zahl ist, schreibt man dort oft schon die Zehn oder Elf in Ziffern.

### Redewendung mit 13
Wegen des 12-Stunden-Rhythmus schlagen die meisten Glockenuhren maximal 12 Mal, die Redewendung „Jetzt schlägt's aber 13!“ drückt deshalb Überraschung oder Empörung aus.